# رنسانس شمالی
رنسانس شمالی یک رنسانس بود که در شمال آلپ واقع در اروپا رخ داد. تا پیش از ۱۴۹۷، انسان‌گرایی رنسانس ایتالیا تأثیر کمی در بیرون از ایتالیا داشت. از اواخر قرن پانزدهم، ایدهٔ آن در سرتاسر اروپا گسترش یافت. این رنسانس روی رنساس آلمان، رنسانس فرانسه، رنسانس انگلستان، رنسانس کشورهای سفلی، رنسانس لهستان و دیگر ملت‌ها و جنبش‌ها تأثیر گذاشت؛ هرچند که این تأثیر در هر منطقه مشخصه‌ها و استحکام مخصوص به خود را داشت.
در فرانسه، فرانسوای اول هنر ایتالیایی را به کشور وارد کرد و نقاشان ایتالیایی (از جمله لئوناردو دا وینچی) را به استخدام خود درآورد. او با صرف هزینه‌های عظیم، قصرهای بزرگی ساخت که به آغاز رنسانس فرانسه انجامید. تجارت در شهرهایی مثل بروخه در قرن پانزدهم و آنتورپ در قرن شانزدهم تبادلات فرهنگی میان ایتالیا و کشورهای سفلی را افزایش داد. با این وجود، تأثیر هنر گوتیک در زمینهٔ هنر و مخصوصاً معماری تا هنگام ظهور باروک باقی ماند؛ حتی در شرایطی که گرایش به نقاشی مدل‌های ایتالیایی افزایش یافته‌بود.